# Katipō
Katipō, danh pháp hai phần: Latrodectus katipo, là một loài nhện nguy cấp có nguồn gốc từ New Zealand. Một thành viên của chi Latrodectus, nó có liên quan để nhện lưng đỏ Úc, và nhện quả phụ Bắc Mỹ đen. Đây là loài có thể gây độc cho con người, với vết cắn tương đối nguy hiểm. Katipo là tên gọi trong tiếng Māori và có nghĩa là "loài chích đêm".

## Đặc điểm
Nó là một con nhện nhỏ để vừa với con cái có một cơ thể đặc biệt màu đen với sọc màu đỏ viền trắng trên lưng. Con đực có kích thước nhỏ hơn nhiều so với con cái và khá khác nhau về hình dạng, màu trắng với sọc màu đen và đỏ kim cương đánh dấu hình. Katipo có một môi trường sống thu hẹp, chỉ được tìm thấy sống trong những cồn cát gần bờ biển. Chúng bao gồm hầu khắp các vùng ven biển New Zealand, nhưng không được tìm thấy tại khu vực phía nam. Chúng dệt mạng nhẹn lộn xộn bất thường giữa các cây cồn cát và các mảnh vụn khác, chúng ăn chủ yếu là về côn trùng ở mặt đất.
Sau khi giao phối vào tháng 8 hoặc tháng 9, con cái đẻ năm hoặc sáu túi trứng trong tháng 11 hoặc tháng 12. Trứng nở vào tháng 1 và tháng 2 và con non phân tán vào các nhà máy xung quanh. Do mất nơi sống và thực dân hoá của môi trường sống tự nhiên bởi những con nhện kỳ lạ khác, katipo đang phải đối mặt với nguy cơ tuyệt chủng.

## Vết cắn
Một vết cắn từ katipo tạo ra một hội chứng độc hại được biết đến như latrodectism. Các triệu chứng bao gồm đau đớn cùng cực và hiệu ứng có khả năng hệ thống, chẳng hạn như tăng huyết áp, co giật hoặc hôn mê. Ít có vụ bị nhện cắn và không có ca tử vong được báo cáo từ thế kỷ 19. Thuốc chống nọc đọc hiện có sẵn tại New Zealand để điều trị. Katipo là đặc biệt đáng chú ý ở New Zealand là quốc gia gần như hoàn toàn không có động vật hoang dã có nguồn gốc nguy hiểm. Tình trạng độc đáo này đã dẫn đến con nhện trở thành nổi tiếng, mặc dù rất hiếm khi bắt gặp nó.

## Hình ảnh

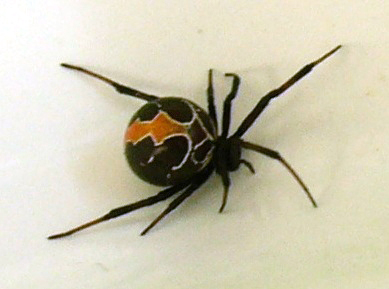
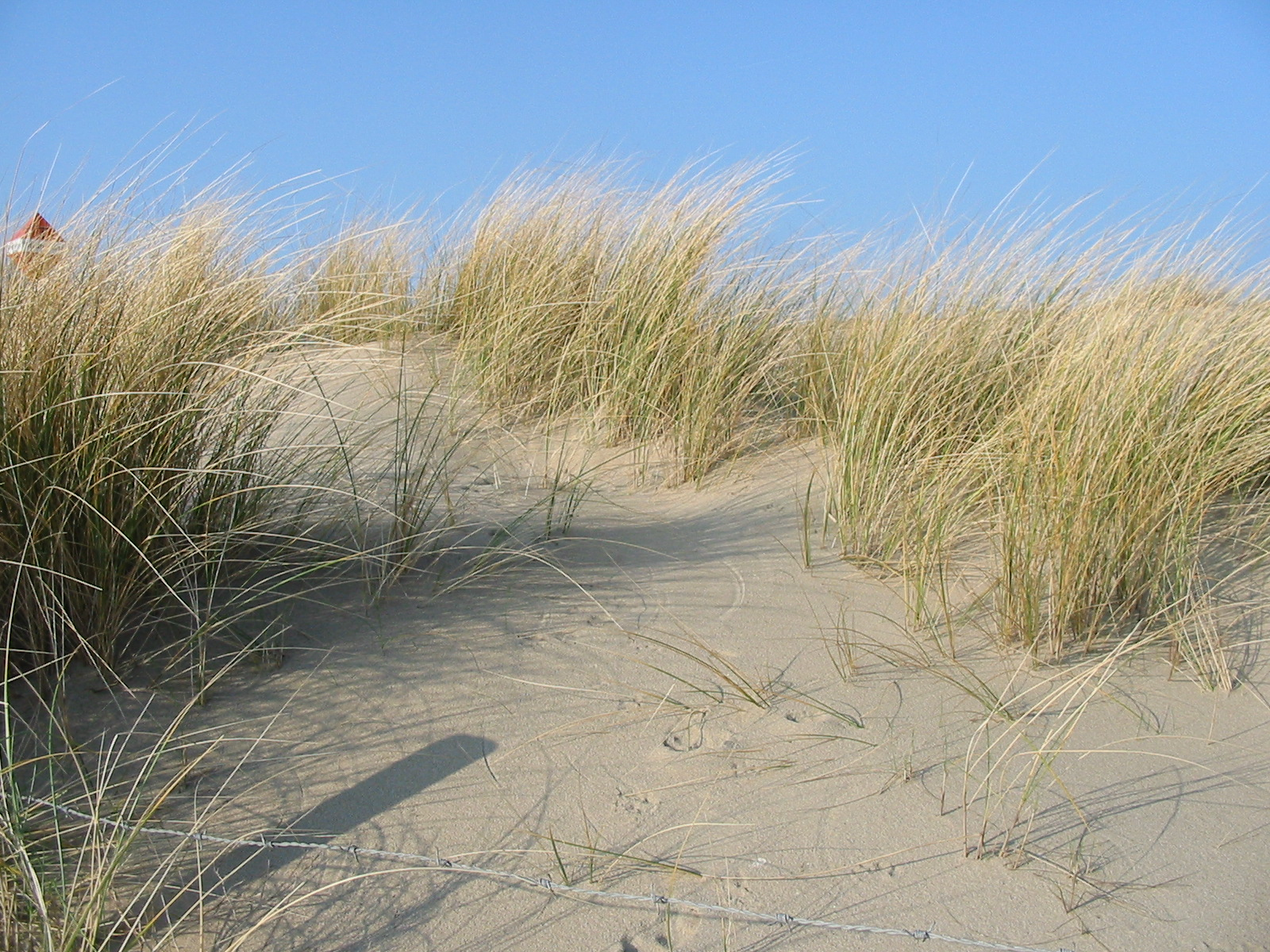
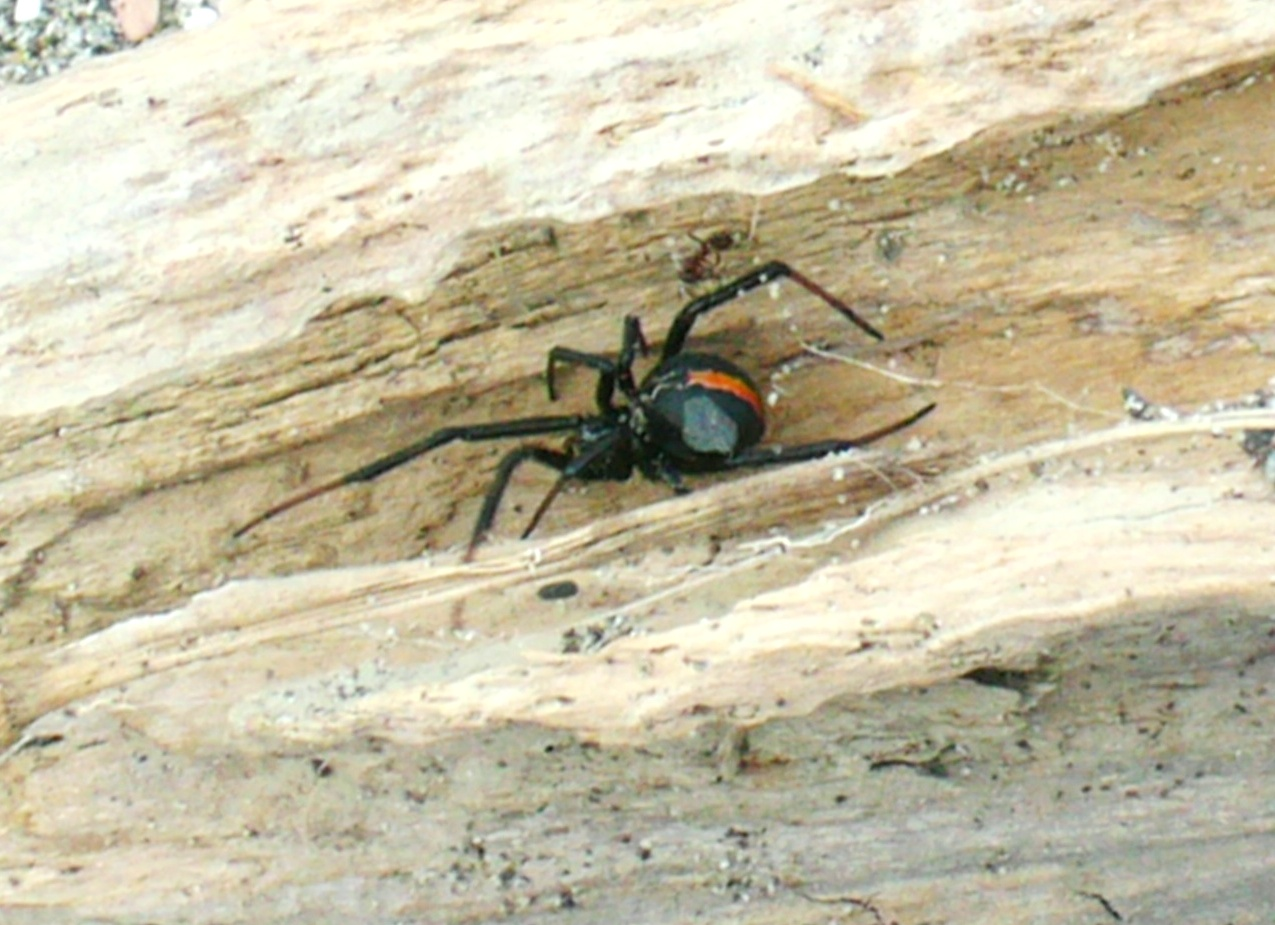
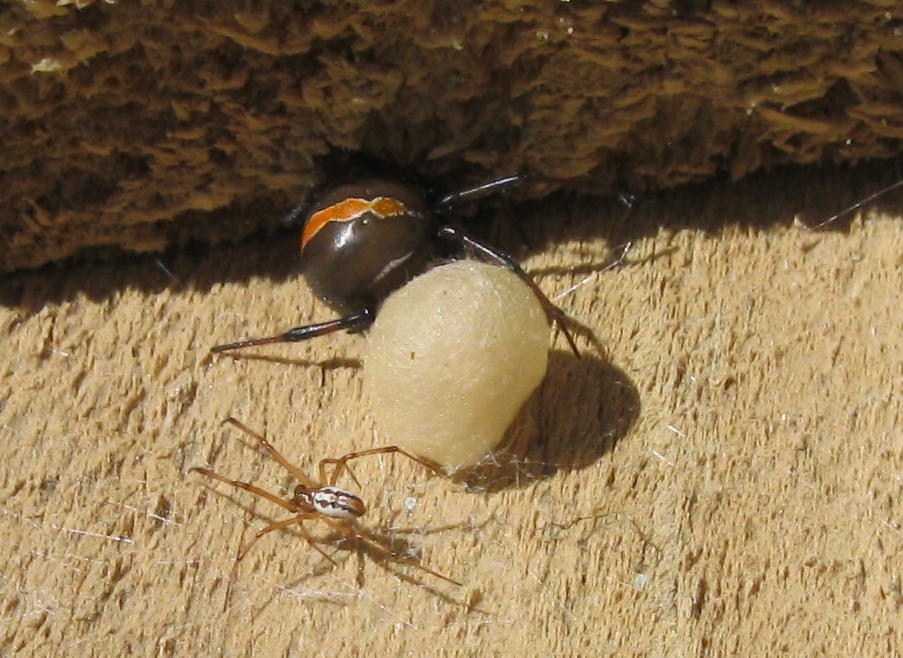